# Tragia insuavis
Tragia insuavis är en törelväxtart som beskrevs av David Prain. Tragia insuavis ingår i släktet Tragia och familjen törelväxter. Inga underarter finns listade i Catalogue of Life.